# NGC 5303B
NGC 5303B је спирална галаксија у сазвежђу Ловачки пси која се налази на NGC листи објеката дубоког неба.
Деклинација објекта је + 38° 15' 34" а ректасцензија 13h 47m 45,4s. Привидна величина (магнитуда) објекта NGC 5303 износи 14,6 а фотографска магнитуда 15,4. NGC 5303B је још познат и под ознакама MCG 7-28-66, CGCG 218-46, KUG 1345+385B, KCPG 397B, PGC 48920.